# Kayne Vincent
Kayne Vincent (Auckland, Nova Zelanda, 29 d'octubre de 1988) és un futbolista neozelandès que el 2014 disputà un partit amb la selecció de Nova Zelanda.